# Градина на изчезналите безследно
Градината на изчезналите безследно (на иврит: גן הנעדרים‎‎, Gan HaNe'edarim) е мемориален парк в Планина Херцел в Йерусалим.
Намира се в Гробището на националните военни и полицейски органи. Градината е посветена на изчезналите безследно, чието място на погребение не е известно от 1914 г. до днес. Тя е също и временен паметник на незнайните воини, който е планиран да бъде премести в Националната мемориална зала, която е планирано да бъде открита наблизо през 2017 г.
Мемориалът включва имената на над 400 еврейски и нееврейски воини, служили във войската и полицията на Израел и изчезнали от основаването на държавата през 1948 г. Градината е създадена от мемориалното звено в Министерството на отбраната в близост до откритата през 1954 г. древноеврейска гробна пещера. Първоначално е паметник на Незнайния воин. През 2004 г. официално е открита като градина на безследно изчезналите с включване на секцията с паметни списъци на военни лица и на „празни гробове“.

## Галерия
- Празен гроб
- Мемориал за Ели Коен
- Мемориал Плаза
- Паметник на войниците от подводницата INS Dakar
- Вечният огън
- Паметник на 23-мата, загинали в морето
- Древен еврейски пещерен гроб от периода на Втория храм